# Monster Hunter Orage
Monster Hunter Orage (モンスターハンター オラージュ?, Monsutā Hantā Orāju) è un manga shōnen scritto e disegnato da Hiro Mashima, pubblicato sulla rivista Monthly Shōnen Rival di Kōdansha. È ispirato da Monster Hunter, una serie di videogiochi della Capcom. In Italia, i diritti di pubblicazione sono stati acquistati da GP Publishing, che ha pubblicato la serie dal 18 ottobre 2009 al 25 aprile 2010 a cadenza bimestrale.

## Trama
La storia si svolge in un mondo pieno dei mostri e di avventurieri che gli danno la caccia, chiamati Monster Hunter. Il protagonista è un giovane cacciatore di mostri, Shiki. Quando Shiki era poco più che un bambino venne preso come apprendista da un cacciatore di mostri chiamato Grelly. Poco tempo dopo aver finito l'addestramento, Grelly rimase ucciso in un incidente con della polvere da sparo. Dopo alcuni anni, Shiki ritorna alla città di Akamaaya (dove il suo maestro aveva vissuto) per unirsi alla gilda locale. Nella gilda, incontra una ragazza chiamata Irie e dopo una serie di eventi, scopre che è la figlia del suo defunto maestro. Decidono così di formare una squadra per trovare e sconfiggere il leggendario Miogaruna, per realizzare il grande sogno di Grelly.

## Personaggi
Shiki Ryuho (シキ・リュウホウ?, Shiki Ryūhō)
È il protagonista della serie. È alla ricerca di una squadra di cacciatori a cui unirsi per andare a caccia del Miogaruna leggendario. Combatte usando due spade (Doppie lame) che sfruttano la sconosciute proprietà del vento non riconosciute dalla gilda. Ha il marchio del cacciatore proibito tatuato sul polso destro. Questo marchio gli permette di avere accesso a tutti i terreni di caccia.
Irie (アイリィ?, Airii)
Figlia di Grelly, va a caccia da sola fino all'incontro con Shiki. Brandisce una katana (Spada lunga) di ferro e la sua armatura è stata realizzata usando la pelle di un Derumaiosu.
Grelly (グレリィ?, Gurerii)
È il maestro di Shiki e padre di Irie. È morto dopo uno strano incidente con della polvere da sparo. La sua più grande ambizione era quella di cacciare il Miogaruna leggendario. Anche lui ha il marchio del cacciatore proibito che ha tramandato a Shiki. È capace di usare qualsiasi arma, anche se preferisce combattere usando un'enorme spada (Spadone). È stato lui a realizzare le spade di Shiki, pare proprio a partire da una parte del Miogaruna leggendario.
Koolon (クーロン?, Kūron, significante "coulomb" in giapponese)
Detto il principe è il membro più forte della gilda di Monster Hunter della città di Akamaaya. È il leader del gruppo di cacciatori chiamato Mastini dell'Inferno. Combatte usando una strana arma a metà tra una lancia e un revolver (Lancia-fucile). Fa spesso degli errori grammaticali quando parla, tanto da sembrare dislessico. La prima volta che incontra Shiki non lo considera nemmeno. Quando scopre che, invece, è un cacciatore proibito, si sentirà umiliato al punto da lasciare la gilda per diventare lui stesso un cacciatore proibito e battersi con lui.
Sakuya (サクヤ?, Sakuya)
Sakuya è la figlia di un fabbro che in passato aiutò Grelly. Suo padre è stato ucciso da un mostro che si è insediato nella palude dove la famiglia vive e la madre è morta qualche tempo dopo credendo che il marito l'avesse abbandonata. Con l'aiuto di Shiki e Irie riesce a sconfiggere il mostro che ha ucciso il padre. È in grado di costruire armi molto potenti. Dopo lo scontro ripara le armi dei due amici potenziandole e si unisce al gruppo. Combatte usando una grossa balestra (Balestra pesante).

## Volumi
| Nº | Titolo italiano Giapponese 「Kanji」 - Rōmaji | Data di prima pubblicazione            | Data di prima pubblicazione             |
| Nº | Titolo italiano Giapponese 「Kanji」 - Rōmaji | Giapponese                             | Italiano                                |
| 1  | Monster Hunter Orage 1 「モンスターハンター オラージュ １」 - Monsutā Hantā Orāju 1 | 4 agosto 2008 ISBN 978-4-06-380001-2   | 18 ottobre 2009 ISBN 978-88-6468-198-6  |
| 1  | Capitoli - 01. Monster Hunter (モンスターハンター?, Monsutā Hantā) - 02. Incontri che cementano il mondo (世界をつくるのは出会い?, Sekai o tsukuru no ha deai) - 03. In tre ce la possiamo fare (3人ならば出来ること?, 3 nin nara ba dekiru koto)                                     |                                        |                                         |
| 2  | Monster Hunter Orage 2 「モンスターハンター オラージュ ２」 - Monsutā Hantā Orāju 2 | 4 dicembre 2008 ISBN 978-4-06-380017-3 | 20 dicembre 2009 ISBN 978-88-6468-199-3 |
| 2  | Capitoli - 04. La regia compagnia paleontologica degli scrivani (王立古生物書士隊?, Ōritsu ko seibutsu shoshi tai) - 05. Animo fiducioso (信じる心?, Shinjiru kokoro) - 06. Io me la cavo da sola! (私一人で!?, Watashi hitori de!) - 07. L'ultima stella (最後の星?, Saigo no hoshi) |                                        |                                         |
| 3  | Monster Hunter Orage 3 「モンスターハンター オラージュ ３」 - Monsutā Hantā Orāju 3 | 3 aprile 2009 ISBN 978-4-06-380036-4   | 21 febbraio 2010 ISBN 978-88-6468-200-6 |
| 3  | Capitoli - 08. Il giorno dell'inizio (始まりの日?, Hajimari no hi) - 09. Orage (オラージュ?, Orāju) - 10. Star Breaker (星崩し?, Hoshi kuzushi) - 11. Incontrarsi ancora (再会?, Saikai)                                                                                              |                                        |                                         |
| 4  | Monster Hunter Orage 4 「モンスターハンター オラージュ ４」 - Monsutā Hantā Orāju 4 | 4 maggio 2009 ISBN 978-4-06-380060-9   | 25 aprile 2010 ISBN 978-88-6468-201-3   |
| 4  | Capitoli - 12. Se siamo in quattro... (4人なら?, 4 nin nara) - 13. Il drago splendente Miogaruna (輝龍ミオガルナ?, Teru ryū Miogaruna) - 14. I cacciatori (?, ?) - Storia a parte: Vita da cacciatori (?, ?), di Shin Mikuni                                                          |                                        |                                         |

## Differenze tra manga e videogioco
Nel manga alcuni mostri sono chiamati con i loro nomi giapponesi (ad esempio Volganos invece di Lavasioth o Dodobrango invece di Blangonga), altri nomi sono leggermente diversi da quelli usati nei giochi (Doppie Spade invece di Doppie Lame, Draghi Antichi invece di Draghi Anziani), inoltre la storia prevede aspetti del mondo tralasciati dai giochi come il bracconaggio, morte dei cacciatori e tornei illegali tra cacciatori; infine sono stati introdotti un nuovo elemento (Vento) e nuovi mostri inventati da Hiro Mashima:
- Dermaios: un Wyvern Rapace che sputa acido e un liquido pietrificante, abile nel combattimento in volo.

- Nako Agul: Belva Zannuta simile ad un leopardo che vive nella tundra, estremamente agile e potente.

- Girkuza: soprannominato "drago zombie" in quanto la sua pelle è talmente sottile da far vedere le sue ossa; non è chiara la sua catalogazione, nel manga sembra fungere da guscio per il Mio-garuna.

- Mio-garuna: Drago Anziano considerato colui che estinguerà ogni forma di vita, utilizza ciò che sembra luce per attaccare e vento. Può essere considerato l' "antagonista" del manga. Muore ucciso dai protagonisti nell'ultimo capitolo.